# Myrrophis
Myrrophis es un género de serpientes de la familia Homalopsidae. Son endémicas de las costas del sur de China, Taiwán y Vietnam.

## Especies
Se reconocen las siguientes:
- Myrrophis bennettii (Gray, 1842)
- Myrrophis chinensis (Gray, 1842)
- Myrrophis dakkrongensis Nguyen, Le, Lathrop, Vo, Murphy & Che, 2024[2]